# 薩米恩托龍屬
薩米恩托龍（屬名：Sarmientosaurus）是一屬泰坦巨龍類的蜥腳下目恐龍，生存於白堊紀晚期（約9500萬年前）的阿根廷。

## 發現

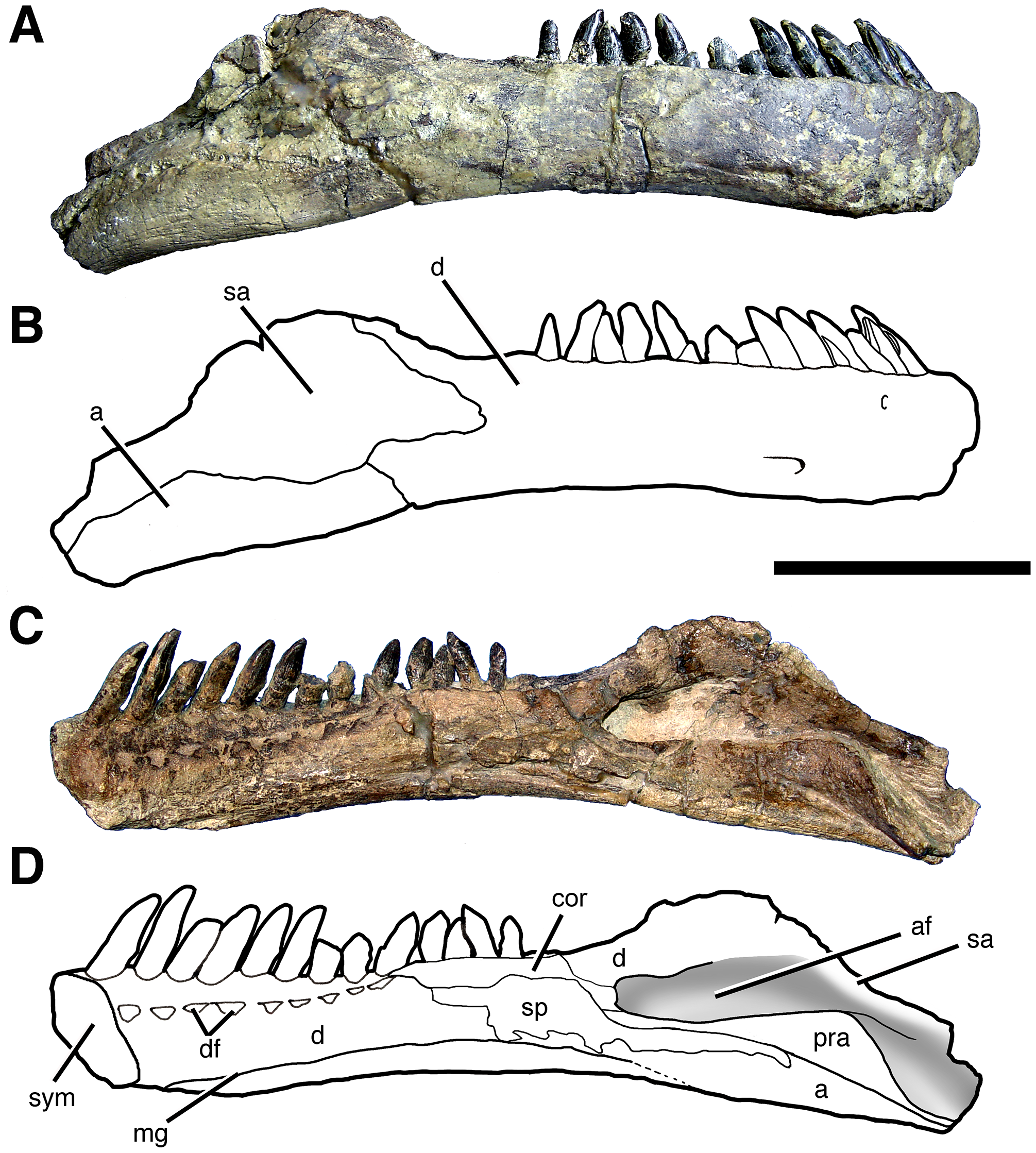
右下頜

1997年，古生物學家魯本·馬丁尼茲（Rubén D.F. Martínez）在丘布特省的潟湖殿牧場（Estancia Laguna Palacios）發現了一個蜥腳類頭骨，與前幾節頸椎相連著。

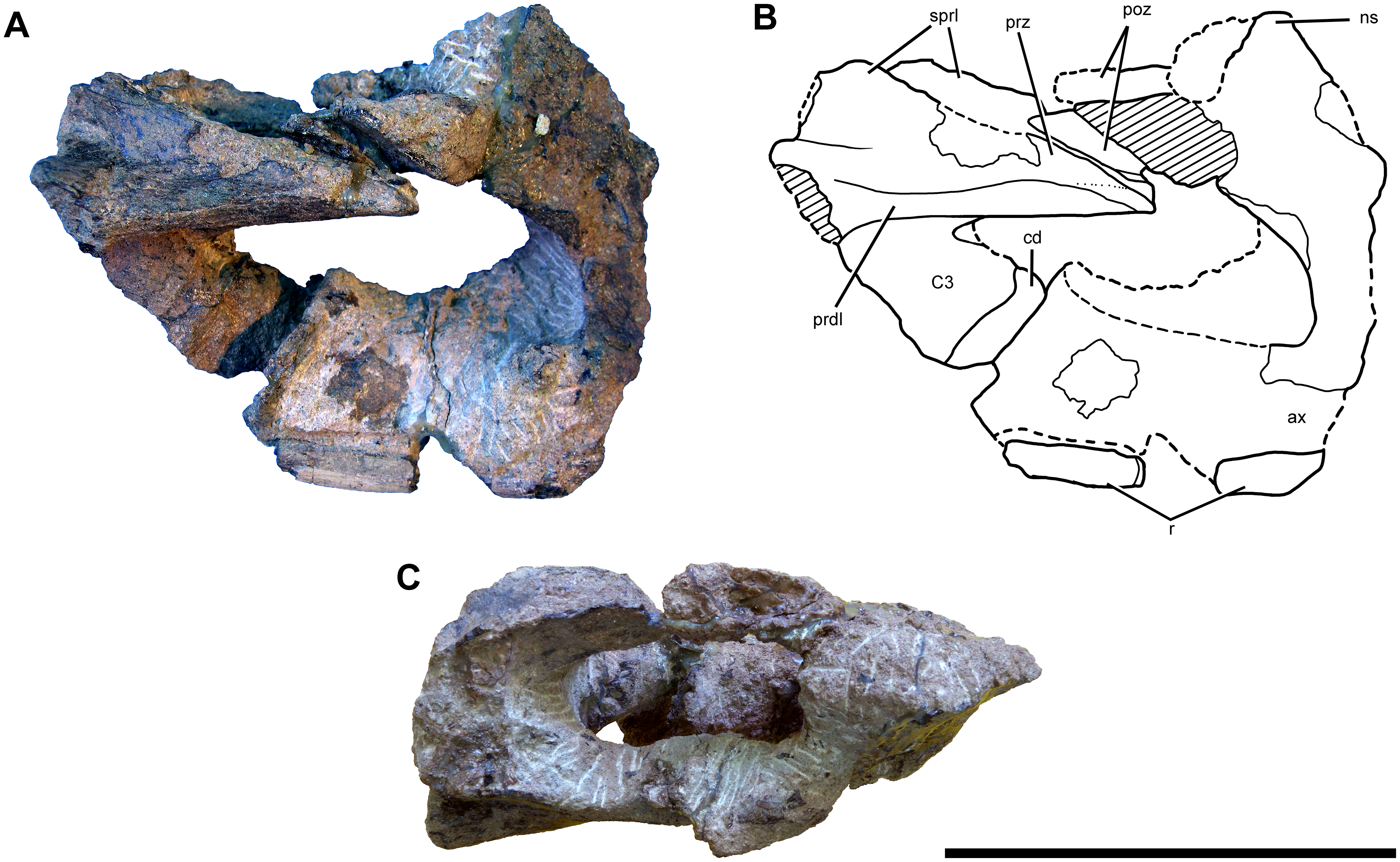
樞椎和第三頸椎

2016年，馬丁尼茲、馬特·拉曼納（Matthew Carl Lamanna）、費爾南多·諾瓦斯、萊恩·雷吉利（Ryan C. Ridgely）、加百列·卡索（Gabriel Andrés Casal）、哈維爾·馬丁尼茲（Javier E. Martínez）、哈維爾·維達（Javier R. Vita）和勞倫斯·惠特摩（Lawrence M. Witmer）命名並敘述了模式種穆氏薩米恩托龍（Sarmientosaurus musacchioi）。屬名取自發現地的薩米恩托鎮；種名紀念國立巴塔哥尼亞聖胡安博斯科大學（Universidad Nacional de la Patagonia San Juan Bosco）的教育家艾德瓦多·穆薩奇奧（Eduardo Musacchio）。生命科學識別碼（LSID）分別為：537DFE26-54EC-4978-AC86-E83A04FA74DE（屬）、C1090B8D-D051-44F3-B869-8B4A0C802176（種）。
正模標本MDT-PV 2發現於下巴列阿爾組（Bajo Barreal Formation）下部層位的上層，地質年代約為森諾曼階至土侖階。包含一個近乎完整、帶有下頜的頭骨，並與頸部前段的七節頸椎關節相連，但有部分頸椎（整個寰椎和第四頸椎）受到侵蝕而無法修復。這是泰坦巨龍類已知為數不多的頭骨材料之一。標本屬於一個較年長的個體。特殊的是，在頸部側邊發現了一個加長的結構，被認為是種骨化肌腱（ossified tendon）。
在下巴列阿爾組有發現另一種泰坦巨龍類沉重龍，兩者的材料未重合而無法確認彼此是否為同樣的物種；但敘述者們認為這個可能性很低，因為分類研究顯示兩個屬分別位於演化樹中的不同位置。另外，一些與沉重龍不同的顱後骨骼碎片、以及與薩米恩托龍有差異的頭骨材料，都代表著該棲地存在數種泰坦巨龍類。

## 敘述

### 體型和顯著特徵
薩米恩托龍經測量長12公尺及重10噸。
敘述者建立九項自衍徵：眼窩很大，為頭骨長度的40％；上頜骨上支與淚骨頂部突起複雜地相連，楔入其外側和內側之間；上頜骨上支後部內緣以一道低但明顯的稜嵴與骨質鼻孔接觸；方軛骨上支後下方有一個舌狀突蓋住方骨後部；腦殼中三叉神經有三個分開的通道；缺乏將腦幹與腦垂腺柄連接的內靜脈；前上頜骨牙齒垂直，上頜骨牙齒向前傾斜，齒骨牙齒向後傾斜；中段頸椎在前關節突和椎體間有鼓狀嵴而非板狀嵴；一條長而狹窄的骨化肌腱沿著頸椎和頸肋下側延伸。

### 骨骼

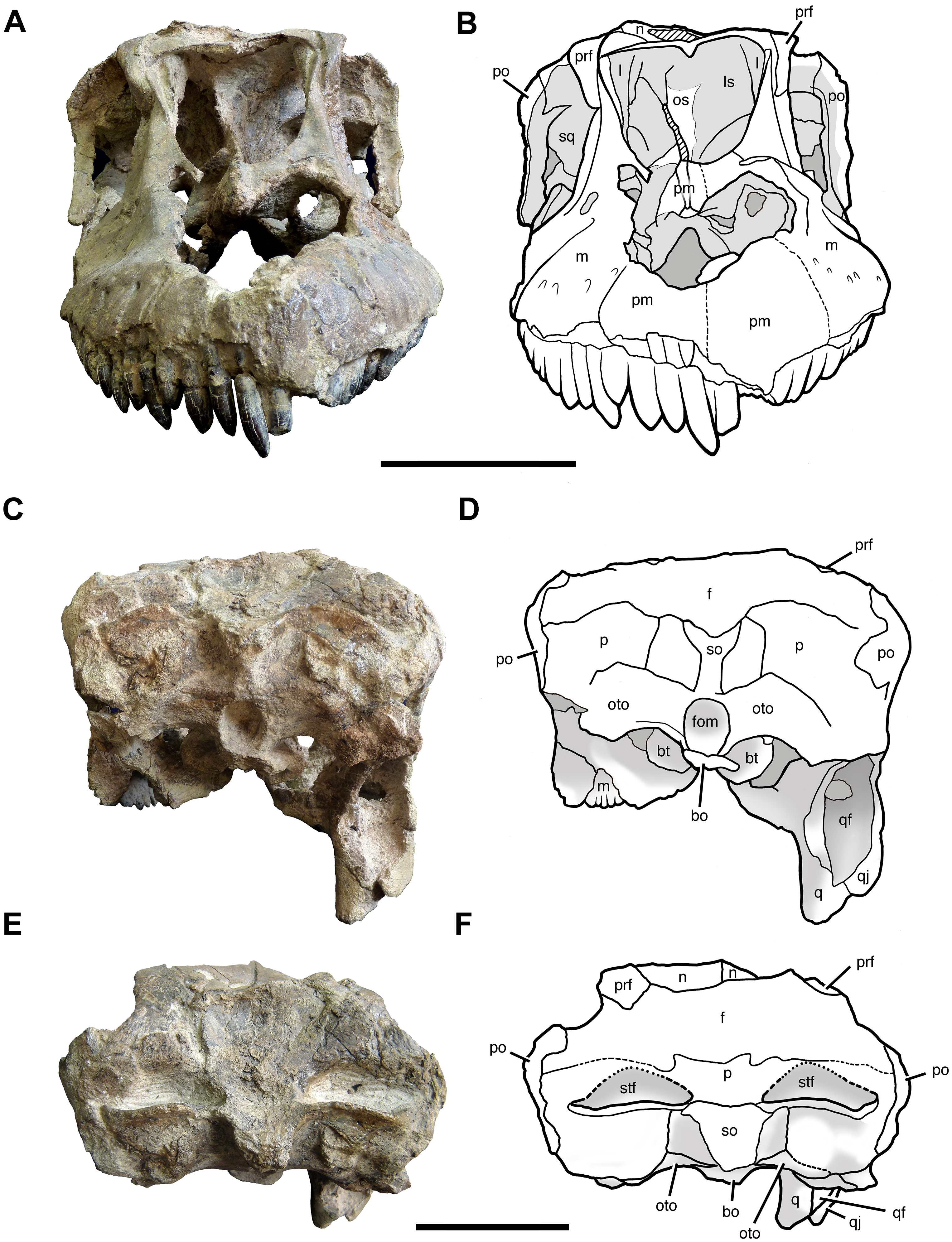
頭骨前／後視圖

頭骨長43公分。頭骨上側視角大致呈舌形。眶前孔很小，眼窩卻很大。吻部側面視角平坦，上輪廓及上表面凹入。上頜骨接觸前額骨。顴骨呈異常的L形，前支很長，後支幾乎消失。第五腦神經（三叉神經）具有額外的分支管道通往上頜骨和下頜，而其他蜥腳類則只有一個管道。下頜前部高度大致不變。
前上頜骨有4顆牙齒；上頜骨有11（右邊）或12（左邊）顆；齒骨有13顆。前上頜骨牙齒垂直排列，上頜骨齒向前傾斜，齒骨齒向後傾斜，這是一項獨特的構造。齒形界於基礎蜥腳類的湯匙狀與進階蜥腳類的鉛筆狀之間。牙齒中度加長。高低處分別都有銳角磨損面，加上奇怪的排列方向，可能代表著某種尚未明瞭的特殊食植模式。
頸椎長且加長。內部結構呈駝形，即內部有許多小空腔。中段頸椎側面有圓卵形、狹窄而深的側凹，由兩側凹入幾乎深達中線快要彼此接觸，僅由狹窄的骨板相隔。後關節突不尋常地長，超出椎體邊緣。前關節突下方由剖面為橢圓的軸支撐著，這個軸很明顯地是由此位置的板狀嵴孔所構成。頸肋纖巧、細、呈桿狀。

### 骨化肌腱

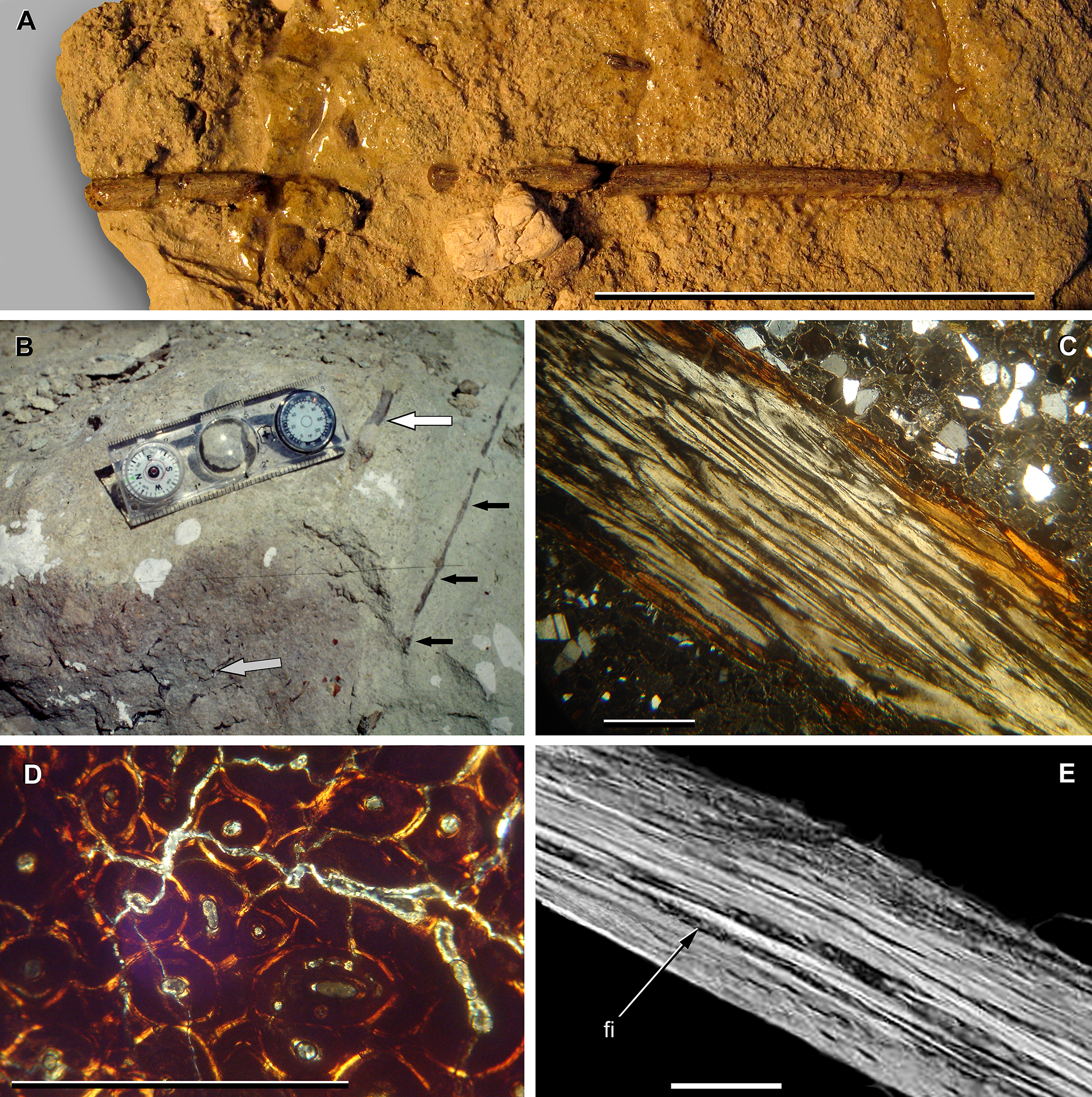
頸部的骨化肌腱

在頸部的外側發現了一條和肋骨平行的纜繩形結構，直徑恆為3毫米。其剖面呈橢圓形，並有粗糙、條紋狀的表面。這個結構源於頭骨後方，延伸了幾節脊椎數公尺的長度。敘述者將這詮釋為骨化的肌腱。另一種認為這是頸肋的理論不被接受，因為肋骨較粗且應在不同位置。肌腱可能是肋骨的延伸，但其位置還是無法證明此論點。取而代之的論點是肌腱可能位於頸部肌肉內部。這樣的骨化肌腱未曾於任何一種恐龍化石發現過，但在一些現代鳥類（如鶴科）可以發現，雖然牠們的肌腱較短，通常只延伸兩節頸椎長。可能附著的肌肉包含頭前直肌（Musculus rectus capitis anterior ventralis）、頸長肌（Musculus longus colli ventralis）或橫突間肌（Musculi intertransversarii）。肌腱內部有大量再生組織，代表著快速骨化發生於年輕時期，在一些鳥臀目也可以觀察到，所以這不是年老的跡象。

## 分類
薩米恩托龍屬於泰坦巨龍類，位於馬拉威龍之後、岩盔龍類演化支的基礎位置。
在系統發生學分析中，一項值得注意的發現是，巴西的塔普亞龍在形態學上（加長的頭骨、下頜前端的針狀齒）似乎比薩米恩托龍更為衍化、但年代上較為古老（早了2500萬年）。這代表著薩米恩托龍屬於一個較「原始」的支系，可能藉由獨特的生態棲位而成功倖存至白堊紀晚期。

## 古生物學
薩米恩托龍具有相當大的眼窩，代表牠可能有比其他泰坦巨龍類更好的視力。根據耳部和頸部的肌腱，薩米恩托龍可能將頭部和頸部垂下，「就像一隻巨大的屹耳」(小熊維尼故事書中的驢子)；這樣的姿勢可能暗示著薩米恩托龍食用較低矮的植物。內耳結構與頭部姿勢間的關聯性在先前的研究中受到質疑。

### 食性
為了研究薩米恩托龍的覓食習性，需要考量一些因素如：動物的牙齒形狀、生存時的古生態和古植物學特性、以及對薩米恩托龍姿勢和結構的了解；尤其需要推測頭部和頸部相對於身體的位置。根據萊恩和維卡利尤斯（1997），蜥腳類的齒型簡單，代表食物主要在腸道內消化，若是如此牠們需要專門的腸道來消化營養價值極低的纖維狀植物。薩米恩托龍的牙齒代表消化過程的第一步驟，即切割植物。根據塞里諾等人（2007），一些解剖特徵（如推測的頭部位置、內耳和頸椎的形態等）表明，梁龍和尼日龍（都是梁龍超科）會在頸部維持於適度／自然的姿勢時進食低處的植物。枕骨的枕突（頭骨後部）方向指出薩米恩托龍的吻部（相對於頭頸交界處的樞椎）平常是朝下的，一如梁龍及尼日龍的狀況。內耳半規管的重建模形支持了此理論。且像尼日龍一樣，薩米恩托龍的頸椎也有額外的氣腔。所有的這些特徵都代表著頸部平常保持在中等高度，使牠僅能攝取到相對低矮的植物。史蒂文斯和帕里許也對其牠蜥腳類提出相同論點，並提出三種可能的覓食模式：分別是頸部彎向下、頸部抬起和頸部中位。但這些姿勢都是基於頸部化石保存良好的蜥腳類（如雷龍、梁龍）所作的推測。因為薩米恩托龍未保存下完整的頸部，除了缺乏頸部韌性的資訊，也只能推測最接近的身體比例（如肩高），這些分析可能不適用於本屬。史蒂文斯和帕里許（2005）指出，大部分蜥腳類在中低度位置取植，但他們根據梁龍較大的體型和較長的頸部，估計其可以取食到4公尺高。如同塞里諾等人（2007）對尼日龍的研究，帕里許以角度向下、後側較寬的頭骨辯證梁龍科和納摩蓋吐龍科屬於泰坦巨龍類；雖然薩米恩托龍僅符合前者特徵，也可能是低處覓植者。因為薩米恩托龍的牙齒堅固，就像尼日龍，不太可能吃柔軟的植物。史蒂文斯和帕里許認為泰坦巨龍類（尤其是更專化適應性的物種）使用牙齒從樹上剝下葉子或切斷植物。

## 古生態學

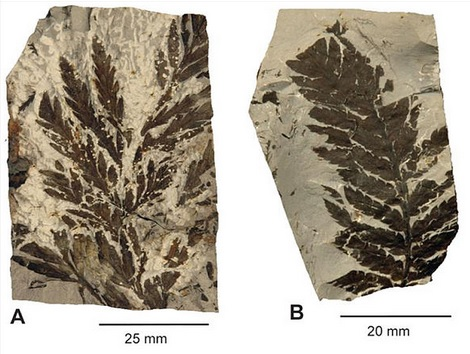
裏白木屬的印痕化石，來自美國愛達荷州白堊紀中期的瓦岩組。在薩米恩托龍附近也發現此種蕨類並可能以之為食

普遍認為在森諾曼階時期，開花植物已在大陸植物群系占據主要地位，包含巴塔哥尼亞地區。因此薩米恩托龍很可能以開花植物為食，禾本科可能也是食物來源（雖然最早的化石紀錄比白堊紀晚期之初年輕，但在白堊紀中期開始時岡瓦納大陸可能已經有草）。在發現薩米恩托龍的下巴列阿爾組下部層位也發現了裸子植物貝殼杉型木（Agathoxylon）的矽化木，以及開花植物百合粉屬（Liliacidites）、紫樹粉屬（Nyssapollenites）、盧梭木屬（Rousea）、闊三溝粉屬（Tricolpites）、Verrutricolpites的花粉。距離薩米恩托龍出土地以南約900公里處有蕨類和裸子植物的遺骸，並在聖克魯斯省的黃杉組（Mata Amarilla Formation）（森諾曼階至科尼亞克階）發現被子植物的葉子。當地植物群分布於海相和氾濫平原沉積物中，提供重建下巴列阿爾組下部層位棲息環境的資訊，屬於潮濕的副熱帶氣候。樹木年輪不明顯，代表缺乏明確的季節變化。除了開花植物，類似裏白木屬的蕨類、蘇鐵目和木賊屬也可能是薩米恩托龍的食物來源，如同其他地區蜥腳類的情況。

## 外部連結
與研究論文有關的影片：
- Sarmientosaurus musacchioi, new titanosaurian sauropod dinosaur （页面存档备份，存于）
- Sarmientosaurus skull & brain - titanosaurian sauropod from Argentina （页面存档备份，存于）
- Sarmientosaurus skull - titanosaurian sauropod from Argentina （页面存档备份，存于）